# Stethorrhagus maculatus
Stethorrhagus maculatus là một loài nhện trong họ Corinnidae.
Loài này thuộc chi Stethorrhagus. Stethorrhagus maculatus được Ludwig Carl Christian Koch miêu tả năm 1866.